# Nizam al-Mulk
Nizam al-Mulk (aprox. 1018-1092) fue un estadista iraní, visir de los sultanes selyúcidas Alp Arslan y su sucesor Malik Shah. El título honorífico por el que es conocido le fue concedido tras alcanzar cierta prominencia y se puede trasladar al español como: "buen ordenador del reino."
Nizam al-Mulk es uno de los protagonistas de la novela Samarcanda del escritor Amin Maalouf.

## Biografía
Nacido en la ciudad persa de Tus - en el moderno Irán -, e inicialmente al servicio de los sultanes gaznávidas, Nizam al-Mulk llegó a ser administrador en jefe de toda la provincia del Jorasán por el año 1059. Desde 1063, sirvió a los selyúcidas como visir y permaneció en esa posición durante los reinados de Alp Arslan (1063–1072) y Malik Shah I (1072–1092). Dejó un gran impacto sobre la organización del cuerpo de gobierno selyúcida y de ahí el título Nizam al-Mulk, que se puede traducir como el "ordenador del Estado". Sirvió de pivote para tender un espacio político entre los abasíes y los selyúcidas frente a sus varios rivales tales como los fatimíes y buyíes. Además de su extraordinaria influencia como visir de total autoridad, es también conocido por la sistemática fundación de escuelas de gran calidad educativa en varias ciudades, las famosas escuelas Nizamiyya, llamadas así en su honor. En muchos aspectos, estas escuelas resultaron ser las predecesoras y los modelos de las universidades que se establecieron en Europa.
Nizam al-Mulk es también ampliamente conocido por su voluminoso tratado acerca de la forma de gobernar titulado Siyasatnama («Libro de gobierno»), ejemplo modélico del género de la «instrucción de príncipes». Dedicó un tratado del mismo tipo a su hijo mayor Abolfath Fajr-ol-Malek, titulado Dastur al-Wuzarā.

## Muerte
Nizam al-Mulk fue asesinado en el trayecto de Isfahán a Bagdad el día 10 de ramadán del año 485 d. H. (14 de octubre de 1092). La literatura de la época dice que fue apuñalado cerca de Nahavand —provincia iraní de Hamadán— mientras era llevado en su litera por la daga de un miembro de la secta de los asesinos, comandada por Hasan-i Sabbah. El asesino iba disfrazado como un derviche.
Esta versión es particularmente interesante a la luz de la posiblemente apócrifa historia contada por Edward FitzGerald en su traducción de los Rubaiyat de Omar Jayam. En esta historia se forma un pacto entre un joven Nizam al-Mulk (en ese tiempo conocido como Abdul Qasem) y sus dos amigos, Omar Jayyam y Hassan-i Sabbah. Su acuerdo decía que si uno de ellos alcanzaba buena posición ayudaría a los otros dos a hacer lo mismo. Nizam al-Mulk fue el primero en hacerlo al ser designado visir por el sultán Alp Arslan. Para cumplir el pacto, ofreció a ambos amigos posiciones de rango en la corte. Omar rechazo la oferta, pidiendo en su lugar los medios para continuar con sus estudios sine die. Nizam lo hizo tan bien, que le construyó un observatorio astronómico. Aunque Hassan-i Sabbah, a diferencia de Omar, decidió aceptar el puesto ofrecido, fue obligado a dejarlo después de conspirar para retirar a Nizam como visir. Subsecuentemente, Hassan-i Sabbah conquistó la fortaleza de Alamut, donde tenía su centro la secta nizarí.
Según otras fuentes, Nizam al-Mulk fue asesinado en secreto por orden de Malik Shah en una lucha interna por el poder. Consecuentemente, su asesinato fue vengado por los académicos leales al visir de las Nizamiyya con el asesinato del sultán. Esta versión es discutida y representa una controversia a causa de la larga historia de amistad entre Malik Shah y Nizam al-Mulk.
Una tercera versión dice que fue asesinado junto a Malik Shah en el mismo año, tras un debate entre eruditos suníes y chiíes, debate que había sido preparado por orden de Malik Shah y que dio como resultado convertirlo a él y a todo el reino a la doctrina chií. La historia fue escrita por Muqatil bin Atiyya, yerno de Nizam al-Mulk que asistió al debate.